# Stiftung Kinderschutz Schweiz
Kinderschutz Schweiz ist eine gemeinnützige Stiftung, die sich als Fachstelle schweizweit dafür einsetzt, dass Kinder in Schutz und Würde gewaltfrei aufwachsen können, dass ihre Rechte gewahrt werden und ihre Integrität geschützt wird. Die Stiftung wurde in der Form eines Vereins am 20. November 1982 gegründet; zuerst als Schweizerischer Kinderschutzbund, dann als Verein Kinderschutz Schweiz und 2009 in eine Stiftung umgewandelt. Geführt wird die Stiftung vom Präsidium und vom Stiftungsratsausschuss. Sitz von Kinderschutz Schweiz ist Bern. Präsidentin des Stiftungsrats ist seit 2016 Yvonne Feri.
Zu den Tätigkeiten der Stiftung gehören unter anderem die Durchführung von Präventionsprojekten und Sensibilisierungskampagnen sowie politisches Lobbying auf Bundesebene. Sie setzt sich insbesondere für das Verbot von Körperstrafen in der Erziehung ein.
Die Stiftung ist Länderpartner der International Society for the Prevention of Child Abuse and Neglect (ISPCAN)
ECPAT Switzerland ist die nationale Vertretung von ECPAT international, dem globalen Netzwerk gegen sexuelle Ausbeutung von Kindern und Kinderhandel. Sie ist als Fachstelle in die Stiftung Kinderschutz Schweiz integriert.
„Starke Eltern – Starke Kinder“ ist ein Elternkurs, der vom Deutschen Kinderschutzbund entwickelt wurde. Seit dem 1. August 2011 führt die Stiftung die Programmstelle des Elternkurses. Sie bietet diesen Kurs in mehreren Kantonen, darunter Zürich und Bern, auch in türkischer Sprache an.
Die Stiftung bietet seit 2006 unter anderem die interaktive Ausstellung «Mein Körper gehört mir!» für Schülerinnen und Schüler der 2. bis 4. Klasse an. Die Kinder setzen sich im Rahmen der Ausstellung auf spielerische Art und Weise mit den Botschaften zur Prävention von sexueller Gewalt auseinander.